# Cercle militaire national
Le palais du Cercle militaire national est un édifice de Bucarest et une institution centrale accueillant les activités culturelles de l'armée roumaine.
La parcelle urbaine où le bâtiment doit être construit est une friche ayant appartenu à l'ancien monastère de Sărindar, nationalisée en 1865 au profit du Ministère des domaines. Celui-ci la cède en 1898 à l'association fondée en 1876 et nommée Cercle militaire national, représentant les intérêts des gradés de la garnison de Bucarest, organisation de droit public (les militaires n'ayant pas le droit de se syndiquer). Au bout de treize ans, en 1910, les fonds nécessaires sont enfin rassemblés à partir de dons, de souscriptions, des subventions de l'État et des prêts remboursables : les travaux commencent l'année suivante, mais des ajouts, décors et travaux électriques et hydriques seront poursuivis jusqu'en 1923 et plusieurs restaurations ont eu lieu depuis.
Le principal concepteur du monumental palais du Cercle militaire national était un architecte roumain, Dimitrie Maimarolu (en) en collaboration avec Victor Ștefănescu et le français Ernest Doneaud (ro).

## Architecture

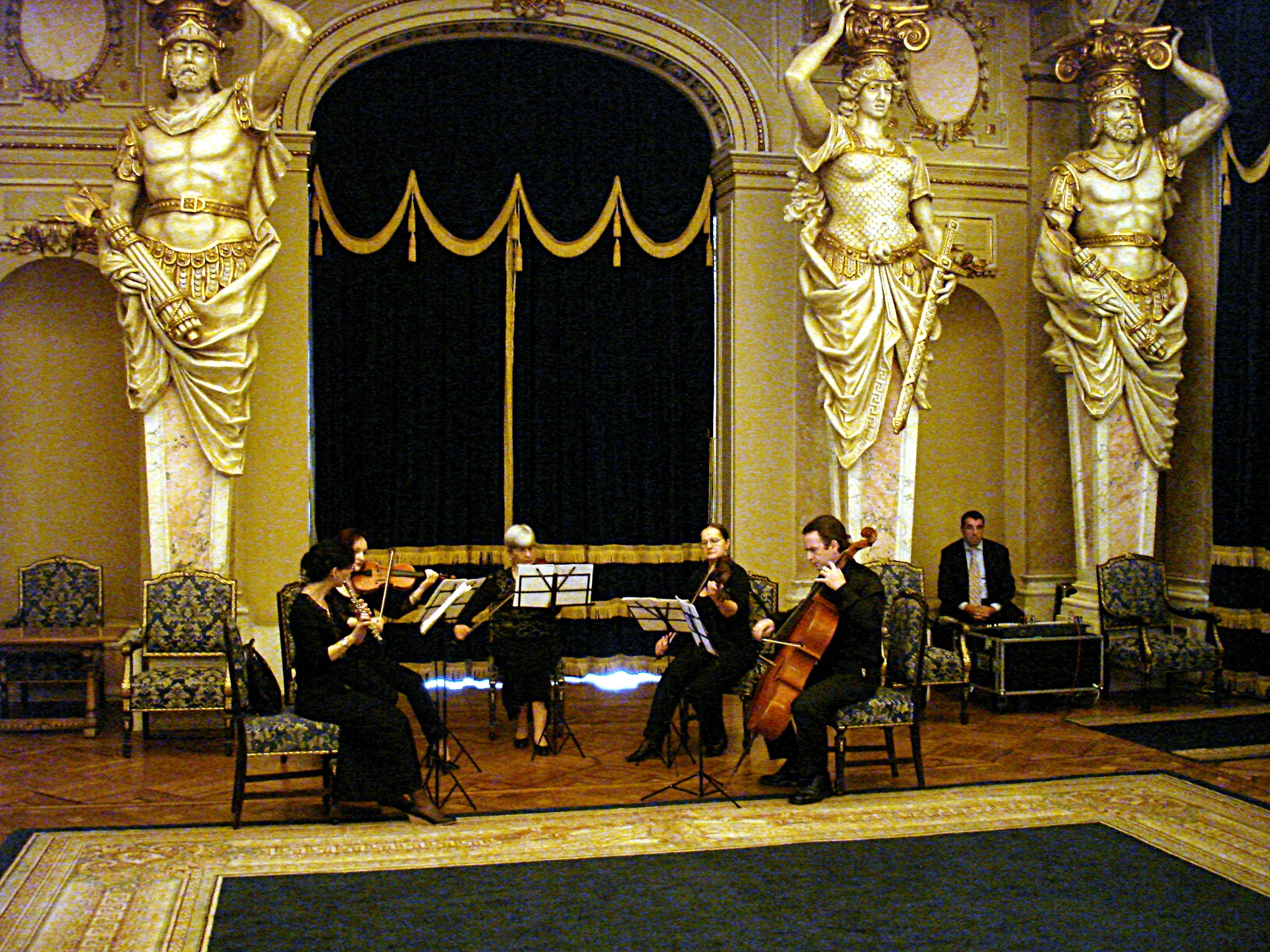
Concert dans la « Salle de marbre » à l'occasion du 150-ème anniversaire du bâtiment.

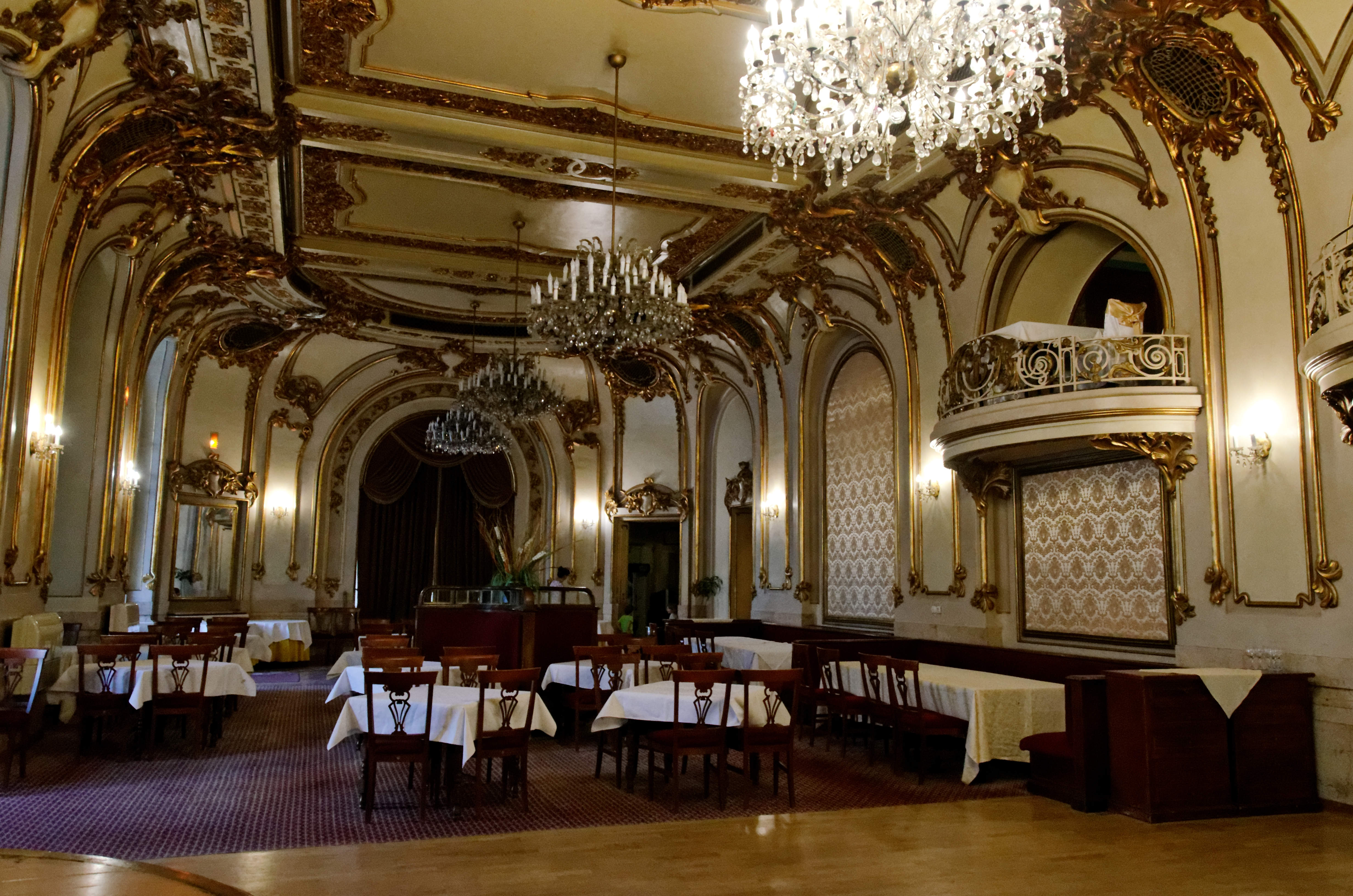
La grand mess des officiers avec ses loges sur mezzanine, où dinaient jadis, dans les grandes occasions, les membres de la famille royale.

Un grand escalier de marbre, à double pente, conduit les visiteurs au deuxième étage et aux salles de réception. Parmi celles-ci, la « Salle de marbre » présente de hautes fenêtres sur les arches latérales. Comme pour beaucoup de bâtiments officiels de l'époque, le style de la décoration s'inspire de l'antiquité classique. Cariatides, épées, boucliers, lances, casques, arcs et flèches, divinités ailées ornent les intérieurs.
Décorée de boiseries avec des ornements discrets représentant des fleurs stylisées et parfois dorées à la feuille, une « Salle mauresque » prolonge la « Salle de marbre ».
La « Salle byzantine » s'inspire de l'art byzantin, ainsi que d'éléments traditionnels d'art populaire roumain. La pièce est dominée par une série d'arches en plein cintre, qui soutiennent un plafond à caissons et reposent chacune sur des colonnes ornées de frises en stuc doré. La dernière rénovation a ajouté des peintures murales représentant des scènes édifiantes de l'histoire de la Roumanie et des portraits héroïsés de souverains de la Dacie antique, des principautés de Moldavie et de Valachie, puis de la Roumanie moderne.
La « Salle gothique » s'inspire de l'art gothique, caractérisé par les arcs brisés des ogives et des lustres simples. Le sol est carrelé dans le style bavarois. La « Salle scandinave » évoque l'ambiance de l'Europe du Nord, avec des lustres en forme de drakkars et des poutres en bois au plafond, représentant des images d'animaux fantastiques, tous inspirés par la mythologie nordique. Il existe aussi un grand mess des officiers, dont le style rappelle l'Opéra de Paris.

## Sources
- Article « Palatul Cercului Militar », périodique Lumina du 18 août 2012.
- Site officiel